# Hypotrachyna convexa
Hypotrachyna convexa är en lavart som beskrevs av R. P. Baayen & H. Rugenbrink ex Sipman, Elix & T. H. Nash. Hypotrachyna convexa ingår i släktet Hypotrachyna och familjen Parmeliaceae.   Inga underarter finns listade i Catalogue of Life.